# Trias
Trias er den geologiske periode, der strækker sig fra 251,0 til 199,6 millioner år siden. Starten på Trias defineres ved første optræden af conodonten Hindeodus parvus
Trias er den ældste periode i Mesozoikum, som udgøres af Trias, Jura og Kridt. Mesozoikum kaldes også for dinosaurernes tidsalder. Dinosaurerne opstod dog først i Mellem Trias (Muschelkalk) og de dominerede først i Jura og Kridt. I slutningen af Trias dukkede flyveøglerne op og diverse havkrybdyr specialiserede sig i løbet af Trias til ichthyosaurer, plesiosaurer og pliosaurer.
I 1834 navngav Friedrich von Alberti perioden Trias, da den overalt i Mellemeuropa bestod af en treenighed af Buntsandstein, Muschelkalk og Keuper-ler i kronologisk rækkefølge.

## Danske fossiler fra Trias
- Fossiler findes kun på Bornholm og i dybe boringer
- Sporfossiler (Skolithos, Diplocraterion)
- Muslinger
- Armfødder (brachiopoder)
- Mosdyr (ectoprocta, bryozoa)
- Krebsdyr (bl.a. muslingekrebs og Estheria)

- Wikimedia Commons har flere filer relateret til Trias